# Aphodius pelliculosus
Aphodius pelliculosus is een keversoort uit de familie bladsprietkevers (Scarabaeidae). De wetenschappelijke naam van de soort is voor het eerst geldig gepubliceerd in 1932 door Balthasar.